# Ull de Basilisc
L'Ull de Basilisc és una obra de Puigcerdà (Baixa Cerdanya) protegida com a Bé Cultural d'Interès Local.

## Descripció
Edifici subterrani situat sota la plaça de l'Ajuntament. La construcció coneguda com a "ull de Basilisc" és un dels més de 20 túnels que es coneixen a Puigcerdà. Aquest és l'únic que, de moment, està vinculat directament amb la muralla. L'any 2005 es va dur a terme una intervenció arqueològica preventiva en el subsòl de la plaça de l'Ajuntament que ha permès estudiar aquest túnel.
Aquest estudi ha dividit l'espai en tres sectors. El tram 1 i el tram 2 es corresponen amb el túnel pròpiament dit, mentre que el tercer àmbit s'identifica amb la sala situada al final del túnel.

### Tram 1
Correspon a la part més exterior del túnel i presenta el pendent més acusat del conjunt, un 30%. Els murs estan construïts amb còdols de mida mitjana disposats en filades regulars assentats directament sobre el terreny.
La construcció d'aquest tram primer se situa a les darreries del segle xviii o més possiblement després de la guerra napoleònica, en un context d'arranjament dels accessos a la plaça de l'Ajuntament. En els gravats de les guerres carlines aquests accessos ja existien.

### Tram 2
El segon tram del túnel és el més llarg, amb més de 20 metres de recorregut. El pendent és de 8%. Els paraments emprats són molt regulars i presenten una manufactura més acurada que en el tram 1. Cal esmentar que l'emmarcament amb blocs de granit dels brancals d'accés pertanyen a un segon moment a un segon moment constructiu d'aquest tram.
L'adscripció cronològica del tram 2 ve donada per les seves relacions amb la sala o tram 3, sent posterior a aquesta. Es creu que la construcció respon a un canvi de funcionalitat de la sala que situem preliminarment i malgrat l'absència de nivells fundacionals, dins del segle xvii.

### Tram 3
El tercer tram correspon a una gran sala rectangular d'uns 24 m2 de superfície útil, però que en origen era molt més gran.
Trobem un mur de tancament de la sala, bastit amb blocs i còdols de mida mitjana que es lliura a la volta que segueix més enllà del mur.
En el 1975 també es va reduir l'espai de la sala quan es va reformar l'immoble situat a la plaça ocupat actualment per una oficina de la Caixa de Catalunya. Es crea un soterrani per aquest immoble i la volta de la sala es veu afectada i es crea un mur de fonamentació de formigó.
La fase constructiva més antiga documentada és la corresponent a la sala de planta rectangular, que dataria del segles xiii i xiv. Aquest espai feia funcions de cisterna i sembla que va estar en ús fins al segle xvii. En aquest moment es van fer reformes que fan més petita la superfície útil. Sembla que es busca un aïllament tèrmic per poder emmagatzemar gel.
Una tercera fase la configuren un seguit de reparacions i reformes, que s'hauria dut a terme al segle xviii, com la creació del tram de paviment de còdols en el tram 2 del túnel i la reparació del parament exterior d'aquest mateix tram.

### Tram 4
La quarta fase correspon a principi del segle xix i té relació amb la modificació dels accessos a la vila amb la construcció del primer tram de túnel. Aquest tram és possible que hagués servit d'habitatge
Dins del segle XX hi hauria tres moments destacats: A mitjan segle XX quan es reformen els desaigües dels accessos. Un segon moment coincideix amb l'aportació de terres a la sala i al segon tram del túnel. El darrer moment estaria entre 1986 i 1988 quan es van esfondrar dues lloses de coberta del tram 2 del túnel.
Originàriament aquesta sala podria haver estat utilitzada per entrar i sortir de la muralla primigènia (segle XII-XIII) sense ser vist.